# 陸奧橫濱站
陸奧橫濱站（日语：／ Mutsu-Yokohama eki */?）是位於青森縣上北郡橫濱町，屬於東日本旅客鐵道（JR東日本）的大湊線車站。

## 歷史
- 1921年（大正10年）3月20日：大湊線野邊地站至此站之間開通，此站啟用。
- 1972年（昭和47年）3月15日：結束貨物起卸業務。
- 1987年（昭和62年）4月1日：伴隨國鐵分割民營化，車站由東日本旅客鐵道（JR東日本）營運[1]。
- 1999年（平成11年）12月4日：成為業務委託車站。廢除陸奧橫濱站長，由大湊站管理此站。

## 車站構造
此站是設有1面2線島式月台的地面車站。靠近站房一方設有1條側線，為大湊線上唯一設有列車交會設備的中途車站。站內沒有設置跨線橋，月台與站房之間透過站內平交道連接。
此站是由大湊站管理的業務委託車站，並委托JR東日本東北綜合服務負責車站業務。此站在早上和晚間沒有車站職員當值，且基本上只有1名當值。站內設有售票櫃臺（營業時間：早上8時20分～下午3時40分，設有POS終端），可售賣指定券（費用補充券）。

### 月台
| 月台         | 路線    | 上下行 | 方向       |
| ------------ | ------- | ------ | ---------- |
| 車站大樓一方 | ■大湊線 | 下行   | 大湊方向   |
| 車站大樓對面 | ■大湊線 | 上行   | 野邊地方向 |

在旅客資訊上，沒有編排月台編號。

## 使用狀況
根據「JR東日本」，2019年度（令和元年度）1日平均乘車人次為67人。
| 乘車人次變化       | 乘車人次變化     | 乘車人次變化    |
| 年度               | 1日平均 乘車人次 | 參考資料        |
| ------------------ | ---------------- | --------------- |
| 2000年（平成12年） | 134              | [ 利用客数 2 ]  |
| 2001年（平成13年） | 115              | [ 利用客数 3 ]  |
| 2002年（平成14年） | 120              | [ 利用客数 4 ]  |
| 2003年（平成15年） | 110              | [ 利用客数 5 ]  |
| 2004年（平成16年） | 98               | [ 利用客数 6 ]  |
| 2005年（平成17年） | 88               | [ 利用客数 7 ]  |
| 2006年（平成18年） | 96               | [ 利用客数 8 ]  |
| 2007年（平成19年） | 85               | [ 利用客数 9 ]  |
| 2008年（平成20年） | 91               | [ 利用客数 10 ] |
| 2009年（平成21年） | 92               | [ 利用客数 11 ] |
| 2010年（平成22年） | 82               | [ 利用客数 12 ] |
| 2011年（平成23年） | 74               | [ 利用客数 13 ] |
| 2012年（平成24年） | 63               | [ 利用客数 14 ] |
| 2013年（平成25年） | 75               | [ 利用客数 15 ] |
| 2014年（平成26年） | 64               | [ 利用客数 16 ] |
| 2015年（平成27年） | 71               | [ 利用客数 17 ] |
| 2016年（平成28年） | 68               | [ 利用客数 18 ] |
| 2017年（平成29年） | 69               | [ 利用客数 19 ] |
| 2018年（平成30年） | 70               | [ 利用客数 20 ] |
| 2019年（令和元年） | 67               | [ 利用客数 1 ]  |

## 車站周邊
此站與橫濱町商店街設有一段距離。
- 橫濱町公所
- 橫濱町民圖書館
- 橫濱町町民體育中心
- 橫濱郵局（日语：横浜郵便局）
- 道之驛橫濱（日语：道の駅よこはま）
- 青森縣道179號泊陸奧橫濱停車場線（日语：青森県道179号泊陸奥横浜停車場線）

## 相鄰車站
東日本旅客鐵道（JR東日本）
■大湊線
□快速「下北」
野邊地－陸奧橫濱－（部分班次停靠近川）－下北
■普通
吹越－陸奧橫濱－有畑

## 注腳

### 使用狀況
1. 1 2  . 東日本旅客鉄道.   [2020-07-13]. （原始内容存档于2020-07-10） （日语）.
2. ↑  . 東日本旅客鉄道.   [2019-02-03]. （原始内容存档于2018-02-13） （日语）.
3. ↑  . 東日本旅客鉄道.   [2019-02-03]. （原始内容存档于2019-04-02） （日语）.
4. ↑  . 東日本旅客鉄道.   [2019-02-03]. （原始内容存档于2019-04-02） （日语）.
5. ↑  . 東日本旅客鉄道.   [2019-02-03]. （原始内容存档于2019-04-02） （日语）.
6. ↑  . 東日本旅客鉄道.   [2019-02-03]. （原始内容存档于2019-04-02） （日语）.
7. ↑  . 東日本旅客鉄道.   [2019-02-03]. （原始内容存档于2017-08-08） （日语）.
8. ↑  . 東日本旅客鉄道.   [2019-02-03]. （原始内容存档于2019-03-27） （日语）.
9. ↑  . 東日本旅客鉄道.   [2019-02-03]. （原始内容存档于2017-08-08） （日语）.
10. ↑  . 東日本旅客鉄道.   [2019-02-03]. （原始内容存档于2019-04-02） （日语）.
11. ↑  . 東日本旅客鉄道.   [2019-02-03]. （原始内容存档于2019-04-02） （日语）.
12. ↑  . 東日本旅客鉄道.   [2019-02-03]. （原始内容存档于2016-03-27） （日语）.
13. ↑  . 東日本旅客鉄道.   [2019-02-03]. （原始内容存档于2019-03-26） （日语）.
14. ↑  . 東日本旅客鉄道.   [2019-02-03]. （原始内容存档于2019-04-02） （日语）.
15. ↑  . 東日本旅客鉄道.   [2019-02-03]. （原始内容存档于2016-03-04） （日语）.
16. ↑  . 東日本旅客鉄道.   [2019-02-03]. （原始内容存档于2019-03-26） （日语）.
17. ↑  . 東日本旅客鉄道.   [2019-02-03]. （原始内容存档于2017-08-12） （日语）.
18. ↑  . 東日本旅客鉄道.   [2019-02-03]. （原始内容存档于2017-10-01） （日语）.
19. ↑  . 東日本旅客鉄道.   [2019-02-03]. （原始内容存档于2019-03-25） （日语）.
20. ↑  . 東日本旅客鉄道.   [2019-07-07]. （原始内容存档于2020-05-14） （日语）.

## 外部連結
- 車站資訊（陸奧橫濱）：東日本旅客鐵道（日語）